# Leif Davidsen
Leif Davidsen (Otterup, 25 luglio 1950) è uno scrittore danese.

## Biografia
Studia per divenire giornalista, nel 1977 ha iniziato a lavorare in Spagna come giornalista freelance per la Danmarks Radio (DR). Nel 1980 iniziò ad occuparsi delle news provenienti dall'Unione Sovietica con frequenti news reports per la Danmarks Radio dalla Russia. Dal 1984 al 1988 venne assegnato a Mosca. Come giornalista ha viaggiato a lungo intorno al mondo. Quando Davidsen ritornò in Danimarca diventò capo redattore della Danmarks Radio per la sezione notizie dall'estero. Dal 1996 ha curato una serie TV chiamata "Danish Dream" riguardo alla Danimarca di oggi. Nel 1991 ha vinto il Danish booksellers award De Gyldne Laurbær (The Golden Laurel) per il suo libro Den sidste spion. Nel 1999 è diventato uno scrittore a tempo pieno.

## Romanzi

### Trilogia russa
- Den sangerinde (1988)
  - La cantante russa, Segretissimo n. 1205, Milano: Mondadori, 1992
- Den sidste spion (1991)
- Den troskyldige russer (1993)

### Altri romanzi
- Uhellige alliancer (1984)
- Forræderen - og andre historier (1995)
- Den serbiske dansker (1996)
- Lime's billede (1998)
  - Quando il ghiaccio si scioglie, traduzione di Eva Kampmann, Casale Monferrato: Piemme, 2001
- Dostojevskijs sidste rejse (2002)
- De gode søstre (2003)
- Fjenden i spejlet (2004)
- Den ukendte hustru (2006)
- På udkig efter Hemingway (2008)
- Min broders vogter (2010)
- Utahs bjerge og andre historier (2011)
- Patriarkens hændelige død (2013)
- Steinbecks spøgelse – jagten på en forfatter (2014)
- Djævelen i hullet (2016)
- Ravnens rede (2017)
- Lenins bodyguard (2022)

## Premi e riconoscimenti
- Nel 1991, con Den sidste spion, ha vinto il De Gyldne Laurbær[1];
- Nel 1997, con Den serbiske dansker, ha ottenuto la nomination al Glasnyckeln, che ha poi vinto nel 1999 con Lime's billede[2];
- Nel 2002, con Lime's Photograph, traduzione in inglese di Lime's billede, si è aggiudicato il CWA Ian Fleming Steel Dagger[3];